# Mistrzostwa Polski w Boksie 1967
38. Mistrzostwa Polski w boksie mężczyzn odbyły się w dniach 15-22 października 1967 roku w Łodzi.
Po raz pierwszy rozegrano mistrzostwa w 11 kategoriach – doszła waga papierowa (do 48 kilogramów). Zawody były przedstawiane jako „IV Ogólnopolska Spartakiada w Boksie”.

## Medaliści
| Kategoria:                        | Złoto:                                 | Srebro:                                | Brąz:                                                                       |
| waga papierowa (do 48 kg)         | Marian Fieske (Olimpia Poznań)         | Marian Treliński (Błękitni Kielce)     | Roman Gawłowski (Hutnik Nowa Huta) Zygmunt Kapuścik (Lublinianka)           |
| waga musza (do 51 kg)             | Zdzisław Drożdżal (Widzew Łódź)        | Franciszek Kujawa (Brda Bydgoszcz)     | Bienia (Gedania Gdańsk) Wiesław Zwitek (Gwardia Białystok)                  |
| waga kogucia (do 54 kg)           | Jan Gałązka (Legia Warszawa)           | Józef Kuderski (Mazur Ełk)             | Henryk Grajewski (Wybrzeże Gdańsk) Edward Posadzki (Stal Sanok)             |
| waga piórkowa (do 57 kg)          | Jan Prochoń (ŁKS Łódź)                 | Marek Kudła (Błękitni Kielce)          | Andrzej Sosnowski (Gwardia Zielona Góra) Jan Wadas (Górnik Wesoła)          |
| waga lekka (do 60 kg)             | Józef Grudzień (Legia Warszawa)        | Ryszard Petek (Avia Świdnik)           | Janusz Grzegorzewski (Gwardia Łódź) Jan Tkocz (Carbo Gliwice)               |
| waga lekkopółśrednia (do 63,5 kg) | Jerzy Kulej (Gwardia Warszawa)         | Leszek Żeleźniak (Turów Bogatynia)     | Krzysztof Rynkiewicz (Gwardia Łódź) Edward Witkowski (Gwardia Wrocław)      |
| waga półśrednia (do 67 kg)        | Leszek Drogosz (Błękitni Kielce)       | Sylwester Kaczyński (Legia Warszawa)   | Konstanty Kucznierz (Carbo Gliwice) Mieczysław Wojda (Burza Wrocław)        |
| waga lekkośrednia (do 71 kg)      | Wiesław Rudkowski (Legia Warszawa)     | Romuald Janowski (Polonia Gdańsk)      | Maciej Czyżewski (Bieszczady Rzeszów) Władysław Skowroński (Olimpia Poznań) |
| waga średnia (do 75 kg)           | Lucjan Słowakiewicz (Hutnik Nowa Huta) | Henryk Laskowski (Goplania Inowrocław) | Kazimierz Gawlas (Stal Stalowa Wola) Andrzej Siodła (ŁTS Łabędy)            |
| waga półciężka (do 81 kg)         | Stanisław Dragan (Hutnik Nowa Huta)    | Jan Fabich (Wybrzeże Gdańsk)           | Zygmunt Sendrowicz (KSZO Ostrowiec) Tadeusz Śliwa (Gwardia Wrocław)         |
| waga ciężka (powyżej 81 kg)       | Lucjan Trela (Stal Stalowa Wola)       | Tadeusz Kubacki (Gwardia Łódź)         | Ludwik Denderys (Gwardia Wrocław) Andrzej Tekielski (Mazur Ełk)             |

Punktacja drużynowa spartakiady:
1. Warszawa – 29 pkt.
2. Rzeszów – 19 pkt. (o sklasyfikowaniu Rzeszowa i Łodzi zadecydował bezpośredni pojedynek Treli z Kubackim w wadze ciężkiej)
3. Łódź – 19 pkt.
4. Kraków – 18 pkt.
5. Bydgoszcz – 16 pkt.
6. Kielce – 15 pkt.
7. Gdańsk – 15 pkt.
8. Wrocław – 12 pkt.
9. Lublin – 12 pkt.
10. Białystok – 10 pkt.